# Hani Bakhoum Kiroulos
Hani Nassif Wasef Bakhoum Kiroulos (ur. 4 maja 1974 w Kairze) – egipski duchowny katolicki obrządku koptyjskiego. Biskup kurialny patriarchatu Aleksandrii od 2019.

## Życiorys

### Prezbiterat
29 grudnia 2004 otrzymał święcenia kapłańskie i został inkardynowany do patriarchalnej eparchii Aleksandrii. Po kilkumiesięcznym stażu wikariuszowskim w Rzymie został rektorem libańskiego seminarium Redemptoris Mater. W 2010 objął funkcję sekretarza patriarchy, a w 2015 został wikariuszem administracyjnym patriarchatu.

### Episkopat
Został wybrany biskupem kurialnym koptyjskiego patriarchatu Aleksandrii. 14 czerwca 2019 wybór ten zatwierdził Franciszek, który nadał mu stolicę tytularną Cabasa. Sakry udzielił mu 31 sierpnia 2019 patriarcha aleksandryjski Kościoła koptyjskiego - Ibrahim Isaac Sidrak.